# آدولف دلدا
آدولف دلدا (فرانسوی: Adolphe Deledda‎; ۲۶ سپتامبر ۱۹۱۹ – ۹ اکتبر ۲۰۰۳) دوچرخه‌سوار اهل فرانسه بود.